# Dune: Part Two
Dune: Part Two är en amerikansk science fiction-film från 2024.  Filmen är regisserad av Denis Villeneuve, som även skrivit manus tillsammans med Jon Spaihts svarat. Filmen är en uppföljare till Dune från 2021 och är den andra i en tvådelad filmatisering av boken Arrakis – ökenplaneten (Dune), av Frank Herbert.
Filmen hade biopremiär i Sverige den 28 februari 2024, utgiven av Warner Bros. Den var tidigare planerad att ha premiär den 1 november 2023, men blev försenad på grund av Hollywoodstrejken 2023.

## Handling
Filmen kretsar kring Paul Atreides som slår sig samman med krigaren Chani och urinvånarna Fremen på ökenplaneten Arrakis där gigantiska sandmaskar skyddar den värdefulla substansen "Melange".

## Rollista (i urval)
- Timothée Chalamet – Paul Atreides
- Zendaya – Chani
- Rebecca Ferguson – Lady Jessica
- Josh Brolin – Gurney Halleck
- Stellan Skarsgård – Baron Vladimir Harkonnen
- Dave Bautista – Glossu Rabban
- Stephen McKinley Henderson – Thufir Hawat
- Charlotte Rampling – Gaius Helen Mohiam
- Javier Bardem – Stilgar
- Florence Pugh – Prinsessan Irulan
- Austin Butler – Feyd-Rautha
- Christopher Walken – Shaddam IV
- Léa Seydoux – Lady Margot
- Tim Blake Nelson